# Wacław Pyszkowski
Wacław Pyszkowski (ur. 18 sierpnia 1893 w Poznaniu, zm. 6 lipca 1950 w Warszawie) – duchowny katolicki, generalny dziekan ludowego Wojska Polskiego, ksiądz-patriota.

## Życiorys
W latach 1913–1918 studiował teologię w Monasterze, we Wrocławiu i w Gnieźnie. Był członkiem Związku Młodzieży Polskiej „Zet”, uczestnikiem Powstania Wielkopolskiego. Święcenia kapłańskie otrzymał w marcu 1920 w Gnieźnie, w latach 1920–1924 był wikariuszem w Bydgoszczy i w Gnieźnie. Od czerwca 1924 aż do wybuchu II wojny był proboszczem w Sanktuarium Maryjnym w Dąbrówce Kościelnej, gdzie po pożarze w 1925 odbudował w latach 1930–1936 spalony kościół.
We wrześniu 1939 r. opuścił swoją parafię i przyłączył się do wojska, był kapelanem Grupy Operacyjnej „Polesie”. Po klęsce kampanii wrześniowej przez Węgry przedostał się do Francji, gdzie w 1940 został kapelanem Brygady Podhalańskiej. Następnie z 3 Dywizją Piechoty do 1944 przebywał w Szkocji. W grudniu 1944 r. nie stawił się w kurii polowej w Londynie w celu uregulowania stosunku do wojska. Od grudnia 1944 do marca 1945 był w Londynie członkiem Rady Narodowej RP z ramienia Stronnictwa Pracy.
Po powrocie do Polski w lutym 1946 r. znalazł się w rozłamowej grupie „Zrywu”, wchodząc w skład władz naczelnych nowego SP. Zgłosił się  w szeregi LWP. Został zastępcą Generalnego Dziekana WP i jednym z liderów ruchu księży patriotów, popierających działania władzy ludowej, a 22 listopada 1947 III Generalnym Dziekanem WP. W 1946 został również skarbnikiem w Zarządzie Głównym PCK. 22 lipca 1946 awansowany na stopień pułkownika wcześniej w zaledwie 9 miesięcy ze stopnia majora na podpułkownika.
16 lipca 1946 odznaczony Orderem Krzyża Grunwaldu III klasy (nr 735), 12 września 1946 Krzyżem Duńskiego Czerwonego Krzyża. W teczce personalnej księdza jest jeszcze informacja o Medalu Niepodległości, Medalu za Warszawę oraz Medalu za Odrę, Nysę i Bałtyk. Postanowieniem prezydenta Bolesława Bieruta z 8 lipca 1950 został odznaczony pośmiertnie Krzyżem Komandorskim Orderu Odrodzenia Polski za wybitne zasługi w pracy społecznej.
Zmarł w szpitalu MON, a jako przyczynę podano "rakowatość narządów jamy brzusznej", pochowany został na wojskowych Powązkach (kwatera A4-4-3).